# Philipp von Zu Rhein

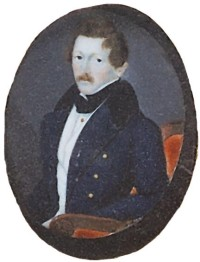
Philipp von Zu Rhein

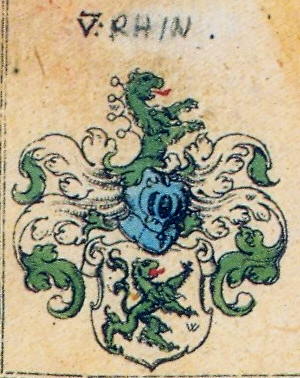
Wappen derer von Zu Rhein

Philipp Hermann Freiherr von Zu Rhein (* 13. Februar 1809 in Würzburg; † 13. Januar 1870 in München) war ein königlich bayerischer Regierungsbeamter.

## Leben
Er war der Sohn des königlich bayerischen Justizministers Maximilian Freiherr von Zu Rhein und der Therese Freiin von Schütz-Holtzhausen (1782–1837). Sein älterer Bruder war der königlich bayerische Regierungspräsident Friedrich Freiherr von Zu Rhein.
Zunächst besuchte Zu Rhein die Königliche Studienanstalt in Würzburg, wo er 1821 für seine Leistung in der Zeichenkunst ausgezeichnet wurde. Nach dem Abitur studierte er an der Julius-Maximilians-Universität Würzburg Rechtswissenschaften. 1829 wurde er Mitglied des Corps Bavaria Würzburg. Nach dem Studium begann er als königlicher Kammerjunker seine berufliche Laufbahn im bayerischen Staatsdienst 1834 als Sekretär der Regierung von Unterfranken in Würzburg und wurde dort bereits 1835 zum Regierungsratsassessor befördert. Am 23. Mai 1838 heiratete er in Würzburg.
Im Jahr 1841 folgte seine Ernennung zum königlichen Landrichter in Bad Kissingen und damit zugleich zum Badkommissar des dortigen Staatsbades als Amtsnachfolger von Julius Freiherr von Rotenhan. Zu diesem Zeitpunkt war er bereits königlicher Kammerherr. 1847 wurde er als Regierungsrat wieder an die Regierung von Unterfranken versetzt. Nach ihm blieb das Amt des Badkommissars in Bad Kissingen unbesetzt. Erst 1849 wurde Ernst Freiherr von Lerchenfeld neuer Badkommissar.
Zuletzt wurde Zu Rhein 1853 zum Regierungspräsidenten der Regierung von Oberbayern mit Sitz in München ernannt. Noch im selben Jahr übernahm er den Vorsitz des Landwirtschaftlichen Kreisvereins von Oberbayern, an dessen Spitze er bis zu seinem Tod stand.
Ihm gelang es als Vorsitzender die Zahl der Vereinsmitglieder zu verdoppeln und diesen Kreisverein zum größten in Bayern zu machen. Er förderte das gewerbliche und landwirtschaftliche Fortbildungswesen. Landwirtschaftliche Winterschulen und Spezialkurse entstanden zur Ausbildung von Kulturtechnikern und Kulturvorarbeitern. Zu Rhein ließ die landwirtschaftliche Wanderlehre ausbauen und statt nur einer gab es am Ende seiner Vorstandschaft gleich vier landwirtschaftliche Zeitschriften. Zu Rhein förderte die Landwirtschaft in seinem Amtsbezirk insgesamt, gründete einen landwirtschaftlichen Kreditverein in Oberbayern und organisierte das Beschälwesen neu.
Philipp von Zu Rhein war seit 1841 Mitglied der Botanischen Gesellschaft zu Regensburg. Außerdem war er Mitglied im Historischen Verein von Oberbayern. Am 13. Januar 1870 starb er unerwartet an den Folgen eines Schlaganfalles. Zuvor hatte er an einer Gesichtsrose gelitten.

## Auszeichnungen
- 1851: Ritterkreuz des Verdienstordens vom Heiligen Michael[7]